# Nicolae Bălcescu (Bacău)
Nicolae Bălcescu è un comune della Romania di 8 539 abitanti, ubicato nel distretto di Bacău, nella regione storica della Moldavia.
Il comune è formato dall'unione di 5 villaggi: Buchila, Galbeni, Lărguța, Nicolae Balcescu, Valea Seacă. Il comune è nato in seguito ad un distaccamento dal villaggio Valea Seaca a causa delle diverse e multiple frane. I cattolici sono maggioritari, all'incirca l'80%.